# Michiru Yamane
Michiru Yamane (山根ミチル, Yamane Michiru) (Kagawa, 23 september 1963) is een Japans componiste van computerspelmuziek. Ze werd bekend vanwege de muziek die ze schreef voor Konami's Castlevania-serie.

## Biografie
Yamane begon haar muzikale studie op jonge leeftijd en bespeelde het orgel en de piano. Na de opleiding startte ze haar carrière bij computerspelontwikkelaar Konami in 1988, en ging hier werken in de Konami Kukeiha Club, een interne muziekgroep van Konami.
Eind jaren tachtig en begin jaren negentig werkte ze aan diverse spellen voor de Game Boy, Famicom, MSX en arcadespellen. Een doorbraak in Yamane's carrière kwam met de speltitels Bloodlines (1994) en Symphony of the Night (1997). Ze werkte nauw samen met ontwerper Koji Igarashi aan de ontwikkeling van verdere spellen in de Castlevania-serie.
Na een carrière van twintig jaar bij Konami, werd Yamane freelance componist in 2008. Naast computerspellen ging ze ook werken aan muziek voor films, televisie, reclames en anime.

## Computerspellen
Titels van spellen waar Yamane geheel of gedeeltelijk de muziek voor componeerde.
- King's Valley II (1988)
- Ganbare Goemon 2 (1989)
- Nemesis 3: The Eve of Destruction (1989)
- Space Manbow (1989)
- Nemesis (1990)
- SD Snatcher (1990)
- Teenage Mutant Ninja Turtles: Fall of the Foot Clan (1990)
- Detana!! TwinBee (1991)
- Vendetta (1991)
- Astérix (1992)
- Rocket Knight Adventures (1993)
- Sparkster (1994)
- Castlevania: Bloodlines (1994)
- Castlevania: Symphony of the Night (1997)
- Gungage (1999)
- Elder Gate (2000)
- Pro Evolution Soccer (2001)
- Castlevania: Harmony of Dissonance (2002)
- Castlevania: Aria of Sorrow (2003)
- Castlevania: Lament of Innocence (2003)
- Suikoden IV (2004)
- Castlevania: Dawn of Sorrow (2005)
- Castlevania: Curse of Darkness (2005)
- Castlevania: Portrait of Ruin (2006)
- Elebits (2006)
- Castlevania: Order of Ecclesia (2008)
- Skullgirls (2012)
- Bloodstained: Curse of the Moon (2018)
- Monster Boy and the Cursed Kingdom (2018)
- Bloodstained: Ritual of the Night (2019)
- Arcalast (2019)
- 9 Years of Shadows (2022)